# Lista över ukrainska ministrar 2007
Lista över ukrainska ministrar i december 2007, Ukrainas regering hade följande utseende 2007:
- Premiärminister: Julia Tymosjenko
- Förste biträdande premiärminister: Oleksandr Turtjynov
- Biträdande premiärminister: Ivan Vasiunyk
- Biträdande premiärminister: Hryhorij Nemyrja
- Utbildnings- och forskningsminister: Ivan Vakartjuk
- Kommunikationsminister: Josyp Vinskyj
- Kultur- och turismminister: Vasyl Vovkun
- Ekonomiminister: Bohdan Danylysjyn
- Arbetsmarknads- och socialminister: Ljudmyla Denysova
- Försvarsminister: Jurij Jechanurov
- Hälsominister: Vasyl Knjazevytj
- Kabinettsminister: Petro Krupko
- Byggnads- och regionalutvecklingsminister: Vasyl Kujbida
- Bostadsminister: Oleksij Kutjerenko
- Inrikesminister: Jurij Lutsenko
- Jordbruksminister: Jurij Melnyk
- Industriminister: Volodymyr Novytskyj
- Justitieminister: Mykola Onisjtjuk
- Utrikesminister: Volodymyr Ohryzko
- Familje-, ungdoms- och idrottsminister: Jurij Pavlenko
- Finansminister: Viktor Pynzenyk
- Kolindustriminister: Viktor Poltavets
- Energi- och resursminister: Jurij Prodan
- Miljöminister: Heorhij Filiptjuk
- Minister med ansvar för katastrofsituationer: Volodymyr Sjandra